# Linea di successione al trono della Libia

Lo stemma della monarchia libica.

La linea di successione al trono della Libia segue il criterio della legge salica.
La monarchia in Libia terminò nel 1969 a causa del colpo di Stato di Gheddafi e a seguito venne istituita la repubblica.
Dal 1992 il pretendente al trono della Libia è Muhammad al-Sanussi in quanto è figlio di Sayyid Hasan I di Libia che era nipote del Re Idris I. 